# جائزة الولايات المتحدة الكبرى 1968
جائزة الولايات المتحدة الكبرى 1968 هو سباق فورمولا 1 أقيم بتاريخ 6 أكتوبر 1968 في نيويورك. كان الحادي عشر من أصل 12 في بطولة العالم لسباقات الفورمولا واحد موسم 1968.